# شهر الیند، چواهویلا
شهر الیند، چواهویلا (به اسپانیایی: Allende Municipality, Coahuila) یک منطقهٔ مسکونی در مکزیک است که در کواویلا واقع شده‌است.

## خصوصیات
شهر الیند ۱۹۸٫۷ کیلومترمربع مساحت و ۲۰٬۱۵۳ نفر جمعیت دارد.